# Pierre Amiel
Pierre Amiel (en latin: Petrus Amelii, † 1245) était de 1226 à 1245 un archevêque de Narbonne. 

## Biographie
Il était originaire de Béziers, où il était depuis 1201 chanoine de l'église Marie-Madeleine (aujourd'hui la cathédrale  Saint-Nazaire). Le 22 juillet 1209, il aurait peut-être été témoin du massacre de la population urbaine et de la destruction de l'église par l'armée de la croisade des Albigeois, dont le grand prédécesseur à Narbonne, Arnaud Amaury, était en grande partie responsable.
Lors de son élection à l'archevêché de Narbonne au printemps 1226, la croisade des Albigeois avait bel et bien échoué, mais le roi de France Louis VIII avait simultanément proclamé une nouvelle campagne. Pierre Amiel s'était immédiatement mis au service de cette nouvelle croisade et avec une campagne de propagande plusieurs villes du Languedoc firent soumission au roi sans combattre à l'automne 1226. Après la mort du roi en novembre de la même année, il a soutenu le gouverneur royal Humbert de Beaujeau dans la lutte contre Raymond VII de Toulouse, dont il avait prononcé l'excommunication en raison de sa résistance. Pour la première fois, il ordonna la persécution des cathares par des « témoins synodaux », c'est-à-dire par des commissions de la Charte établies dans toutes les paroisses, qui devaient convertir les hérétiques par inquisitio, une anticipation de la juridiction établie par l'Inquisition quelques années plus tard. En 1227, Pierre Amiel participa à la prise d'assaut de Labécède, défendue par Olivier de Termes, par les Français, qui y massacrèrent la population. En 1229, cependant, il est impliqué lors du traité de Meaux également dans la négociation des conditions de paix à remplir par Raymond VII, qui sont scellées dans la paix de Paris. La croisade des Albigeois est désormais terminée. 
En 1234, Pierre Amiel dut fuir Narbonne lorsqu’une véritable guerre civile éclata entre la Cité et son indépendant Burgus, qui avait été allumée par l’arrestation de plusieurs hérétiques par le prince dominicain Ferrer. Pour calmer la situation, Raymond VII avait dépêché les deux faidits Olivier de Termes et Géraud de Niort, qui, toutefois, ennemis de l'Église, alimentaient encore plus le tumulte et pillaient les installations de l'église. Seul l'abbé de Fontfroide put obtenir une trêve en 1236, qui fut définitivement pacifiée l'année suivante sous l'autorité du sénéchal royal de Carcassonne. En 1238, Pierre Amiel avec 40 chevaliers et 600 soldats à pied s'installa en Catalogne pour soutenir le roi Jacques Ier lors de la conquête de Valence, qui s'acheva avec succès en septembre de l'année.
Lors du soulèvement, Raimond VII, en 1242, obligea Pierre Amiel à fuir de nouveau à Narbonne, où le comte de Toulouse était entré triomphant en juillet. Contre lui et ses collègues, il a reparlé à Carcassonne de l'excommunication. Mais le soulèvement a pris fin à la fin de l'année avec l'asservissement de Raymond VII à l'autorité royale. Lors du soulèvement, les inquisiteurs de Toulousain sont assassinés à Avignonet. Les assassins venaient du dernier site notoire de résistance cathare, Montségur. Pendant le siège de ce château de 1243 à 1244, Pierre Amiel était temporairement sur place. Donc, même avec leur reddition le 16 mars 1244, après quoi il brûla 224 Cathares, qui ne renoncèrent pas à leur foi, au pied de la montagne.